# PLCZ1
La fosfoinosítido fosfolipasa C zeta 1 (PLCZ1) (EC 3.1.4.11) es una isozima humana de la enzima fosfoinosítido fosfolipasa C. Cataliza la reacción:
1-fosfatidil-1D-mio-inositol 4,5-bisfosfato + H2O {\displaystyle \rightleftharpoons } 1D-mio-inositol-1,4,5-trisfosfato + diacilglicerol
Tiene como función la producción de las moléculas mensajeras diacilglicerol e inositol 1,4,5-trifosfato. In vitro, hidroliza el fosfatidilinositol-4,5-bisfosfato de una forma dependiente del Ca2+. Activa las oscilaciones de Ca2+ en los oocitos solamente durante la fase M y participa en inducir la activación de los oocitos e iniciar el desarrollo embriónico hasta la etapa de los blastocistos. Por tanto, es un fuerte candidato como factor soluble del esperma para la activación del óvulo que es transferido desde el esperma al citoplasma del óvulo siguiendo la fusión de la membrana de los gametos. Puede ejercer un efecto inhibidor sobre los procesos asociados con la fosfolipasa C que dependen de los iones calcio y de la proteína kinasa C.
Utiliza como cofactor calcio. Contiene un dominio C2, un dominio manos EF, un dominio PI-PLC X-box y un dominio PI-PLC Y-box. La región de unión X-Y entre los dominios PI-PLC X-box e Y-box puede ser un objetivo para la proteólisis y puede desempeñar un papel importante en la regulación durante la fertilización. Interacciona a través del dominio C2 con el fosfatidilinositol-3-fosfato y en menor medida in vitro con el fosfatidilinositol-5-fosfato.
Exhibe localización alternativa citoplasma/núcleo durante el desarrollo. Se translocaliza desde el pronúcleo al citoplasma en el momento de la rotura del núcleo para la mitosis y se localiza nuevamente en el pronúcleo en la interfase siguiendo a la meiosis y mitosis. Se expresa específicamente en los testículos. Se expresa débilmente en las células del conducto pancreático en dónde es regulada positivamente en los pacientes con fibrosis quística.